# Kashagawigamog Lake
Kashagawigamog Lake är en sjö i Kanada.   Den ligger i countyt Haliburton County och provinsen Ontario, i den sydöstra delen av landet, 230 km väster om huvudstaden Ottawa. Kashagawigamog Lake ligger 316 meter över havet. Arean är 5,2 kvadratkilometer. Den sträcker sig 5,8 kilometer i nord-sydlig riktning, och 3,7 kilometer i öst-västlig riktning.
I omgivningarna runt Kashagawigamog Lake växer i huvudsak blandskog. Runt Kashagawigamog Lake är det mycket glesbefolkat, med 4 invånare per kvadratkilometer.